# Ungureni (Bacău)
Ungureni è un comune della Romania di 3 903 abitanti, ubicato nel distretto di Bacău, nella regione storica della Moldavia.
Il comune è formato dall'unione di 7 villaggi: Bărbătești, Bibirești, Botești, Gârla Anei, Ungureni, Viforeni, Zlătari.